# Bois de la Tour du Lay
Le bois de la Tour du Lay est situé dans le Vexin français, département du Val-d'Oise, à environ 40 km au nord de Paris.
Il s'étend sur les communes de Parmain, Ronquerolles, Nesles-la-Vallée et Champagne-sur-Oise.
Située sur un coteau, la pelouse calcaire du bois de la Tour du Lay présente une grande richesse floristique, comptant 18 espèces d’orchidées. Une partie du massif est devenue forêt départementale.
Le bois contient en outre un polissoir du néolithique, classé monument historique par arrêté du 23 juin 1976.